# Diolenius angustipes
Diolenius angustipes är en spindelart som beskrevs av Gardzinska, Zabka 2006. Diolenius angustipes ingår i släktet Diolenius och familjen hoppspindlar. Inga underarter finns listade i Catalogue of Life.